# Liberal internationalisme
Liberal internationalisme er en udenrigspolitisk doktrin, der hævder, at liberale stater bør gribe ind i andre suveræne stater med henblik på at udøve liberale mål. Sådanne indgreb kan omfatte både militære invasioner og humanitær bistand. Dette synspunkt er i modsætning til isolationisme, realisme, eller ikke-interventionistisk udenrigspolitiske doktriner, som modsætter sig sådanne indgreb. Disse kritikere karakteriserer det som liberal interventionisme.
Liberal internationalisme opstod i det nittende århundrede, bl.a. i regi af den britiske udenrigsminister og premierminister Lord Palmerston, og som blev udviklet i det andet årti af det 20. århundrede under den amerikanske præsident Woodrow Wilson.
Formålet med liberal internationalisme er at opnå globale strukturer i det internationale system, der presser på for at fremme en liberal verdensorden. Det betyder at den globale frihandel, liberale økonomier og liberale politiske systemer fremmes. Desuden kæmper liberale internationalister for at fremme demokratiet globalt.
Eksempler på liberale internationalister er den britiske premierminister Tony Blair. I USA er det ofte forbundet med det amerikanske Demokratiske Parti, men mange neo-konservative tænkere i USA er begyndt at bruge samme argumenter som liberale internationalister. Dermed liberal internationalistiske tænkning breder sig i det republikanske parti. Andre hævder, at neo-konservatisme og liberal internationalisme er tydeligt forskellige udenrigspolitiske filosofier og neokonservative kun må anvende retorik der ligner en liberal internationalistisk, men med langt forskellige mål og metoder til udenrigspolitik intervention.
Liberale internationalister mener at man gennem multilaterale organisationer som FN, kan gøre det muligt at undgå "stormagtspolitik" i forholdet mellem nationerne.
Fortalere for den realistiske tradition i internationale anliggender er skeptiske over for liberal internationalisme. De hævder, at det er magt – diplomatisk indflydelse og militær magt (eller truslen om det) – der i sidste ende er fremherskende.